# 夏目綾
夏目 綾（なつめ あや、1996年7月9日 - ）は、日本のアイドル、グラビアアイドル、女優。

## 略歴
高校卒業後、地元静岡県の建設会社でのOLを経験。希望の就職先であったものの、一番楽しいことがしたいと、オーディションを経て2015年よりアイドルグループ「花言葉はイノセンス」で活動。2018年2月にグループ解散。解散メンバーのうちの3人と同年4月に「MewMew」を結成。Olive entertainmentに所属する。
2018年8月、『週刊ヤングジャンプ』（集英社）主催サキドルエースSURVIVAL SEASON9」に参加。初めてグラビアアイドル活動を経験する。
2019年4月、「ミスSNS 2019」ファイナリストとなる。
2019年6月14日に卒業公演がおこなわれ、MewMew解散。
2019年10月、「ミスマガジン2019」の「ミス週刊少年マガジン」に選出。
2019年10月26日よりソロアイドルとして活動。グループアイドルとして活動したいという思いが募り、2021年1月1日に「miao（ミャオ）」に加入が決定。
2022年10月、翌2023年1月上旬を以てmiaoを卒業し所属事務所との契約を終了することを明らかにした。
2023年8月、アイドルグループ・ideal pecoに加入。

## 人物
握力：右 36.1kg・左 34.8 kg。3歳上の兄がいる。
好きな食べ物はパン。本人曰く、食パン一斤、フランスパン一斤くらいなら余裕で食べられるくらい好き。いぬかねこで言ったら正直ねこが好き。
物心が付いたころからグラビアが好きで漫画雑誌のグラビアページを見てグラビアをずっとやりたいと思っていた。
好きなアーティストはJuice=Juice。その中で特に好きな人は金澤朋子。
テニスを中高で6年やっていた。中学は軟式で高校は硬式。
特技は裁縫とDIY。
19歳くらいの時に上京しアイドルを始めた。
MewMewにいた時のあだなはあやち。miaoでのあだなはあやちゅ。担当カラーはライトブルー。

## 出演

### Webテレビ
- ミスマガTV（2019年7月23日 - 12月24日・2020年7月9日 - 20日・11月1日 - 、YouTube ミスマガTVチャンネル）
- 矢口真里の火曜The NIGHT（2019年5月15日、AbemaTV）

### 短編映画
- 1分ホラー 献花

### CM
- アイドル夏目綾がミルクフランスを食べる動画【美女と、食べる。】

### 舞台
- アリスインプロジェクト「アリスインアリスinデッドリースクール[25]」（2019年12月12日 - 23日、池袋・シアターKASSAI） - アトラス 役
- RAVE☆塾「Wteen〜罵詈雑言の剣ヶ峰!背水JKに与えられた指令は問答無用のサプライズ〜[26]」Bチーム（2022年8月25日 – 28日、CBGKシブゲキ!!） - 柳瀬千聖 役[27]
- Studio K'z「15少女漂流記2023[28]」（2023年3月1日 - 5日、池袋・シアターKASSAI） - 鈴木綾 役
- 劇団ぱすてるからっと「時計塔のレイラ」扉チーム（2023年4月27日 - 30日、CBGKシブゲキ!!） - 主演 イチカ 役

## 出版

### 写真集
- Miss Magazine 2019 PERFECT GRAVURE BOOK（2020年7月8日、講談社、共演：豊田ルナ、吉澤遥奈、山口はのん、ぴーぴる、桜田茉央）ISBN 978-4065206430[29]

### デジタル写真集
- ミスマガジン2019 はじまりの光（2019年8月30日、講談社［ヤンマガデジタル写真集］、撮影：LUCKMAN、藤本和典）共演：豊田ルナ、吉澤遥奈、山口はのん、ぴーぴる、桜田茉央[30]
- 夏目綾が撮る！「ナツメカメラ」（2021年5月1日、講談社［ヤンマガデジタル写真集］、撮影：カノウリョウマ、夏目綾）[31]
- ひめごと（2021年5月10日、集英社［週プレ PHOTO BOOK］、撮影：Takeo Dec.）[32]
- AYA SUMMER（2021年6月21日、小学館［スピ/サン グラビアフォトブック］、撮影：鈴木ゴータ）[33]
- 蝉しぐれ（2021年9月1日、秋田書店［ヤングチャンピオンデジグラ］）[34]
- 脱ぎ捨てろ（2021年10月18日、集英社［週プレ PHOTO BOOK］、撮影：Takeo Dec.）[35]
- ゼンブカワイイ!!（2022年3月18日、光文社［Platinum FLASHデジタル写真集］、撮影：coto）[36]
- my color（2025年2月24日、集英社［週プレ PHOTO BOOK］、撮影：HIROKAZU）[37]

### 雑誌
- 週刊ヤングマガジン（講談社）
  - 2019年24号（2019年5月13日、表紙・ミスマガジン2019ベスト16）[38]
  - 2019年35号（2019年7月29日、表紙・巻頭・巻中・巻末、ミスマガジン2019メンバーお披露目）[39][40]
  - 2019年第36・37合併号（2019年8月5日、巻末、共演：桜田茉央）[12][41]
  - 2019年47号（2019年10月21日、巻末ソログラビア）[42][43]
  - 2020年第2・3合併号（2019年12月9日、巻末、共演：桜田茉央・池松愛理・佐藤あいり）[44][45]
  - 2020年11号（2020年2月10日、巻末）[46][47]
  - 2020年32合併号（2020年7月6日、表紙・巻頭、共演：ミスマガジン2019メンバー）[48]
  - 2021年第4・5合併号（2020年12月21日、表紙・巻頭、共演：豊田ルナ・新井遥・菊地姫奈）[49]
- 月刊ヤングマガジン（講談社）
  - 2019年9号（2019年8月20日、表紙・巻末、共演：ミスマガジン2019メンバー）[50]
  - 2020年9号（2020年8月20日、巻末、共演：ミスマガジン2019メンバー）[51]
  - 2021年2号（2021年1月20日、特別付録DVD「アイドルたちの燃えるBODY!冬祭り永久保存版DVD90分」）[52]
- 週刊少年マガジン（講談社）
  - 2020年19号（2020年4月8日、表紙・巻頭、共演：豊田ルナ・ぴーぴる）[53][54]
  - 2020年30号（2020年6月24日、巻頭ソログラビア）[55][56]
- CMNOW（玄光社）
  - vol203（2020年2月10日、「美女と、食べる。」）[57]
- 週刊プレイボーイ（集英社）
  - 21号（2021年5月10日）[58]